# Бен-Метір

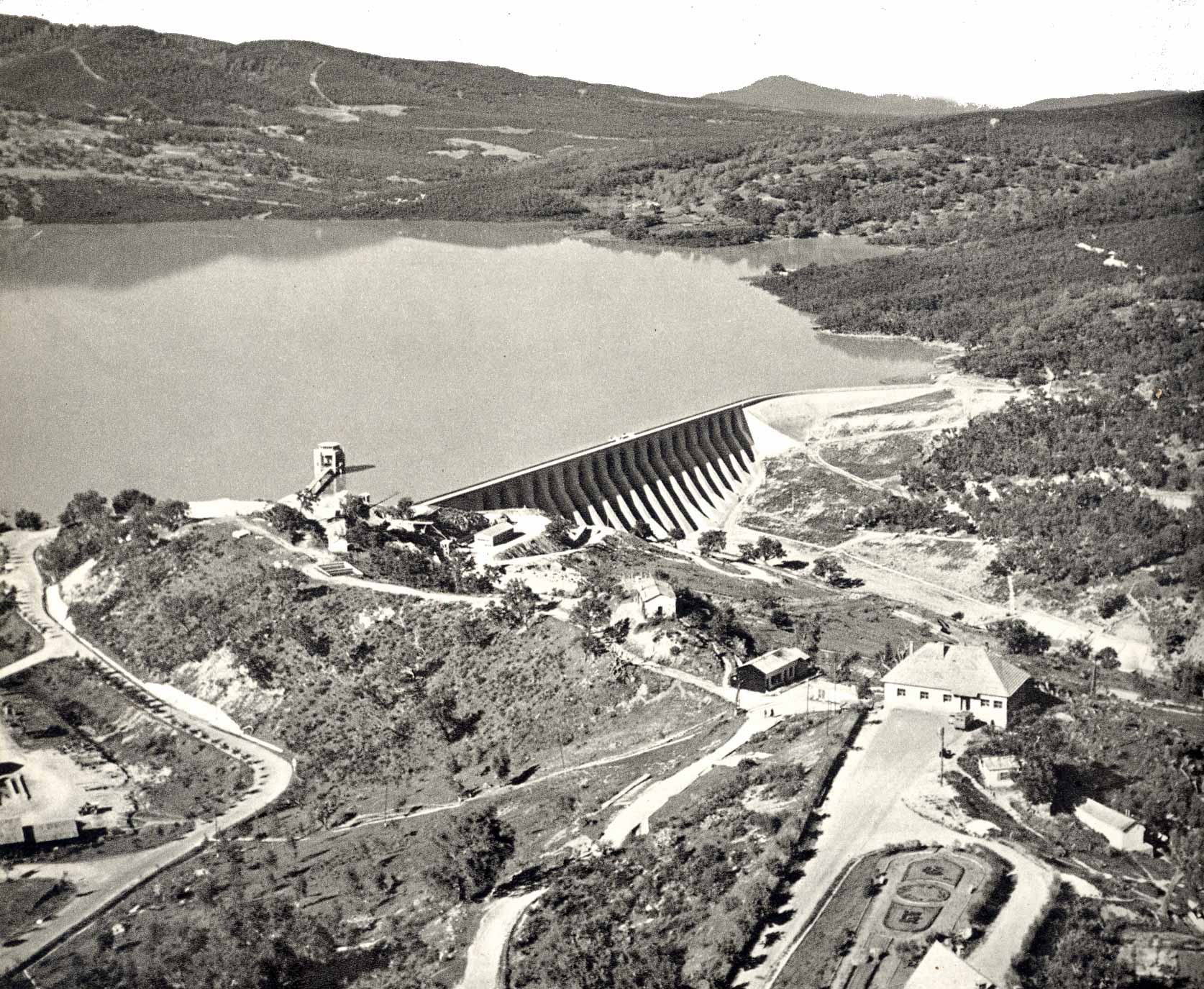
Бен-Метірська гребля, 1957 рік

Бен Метір (фр. Beni M'Tir, Beni Metir або Ben Metir) — село на північному заході Тунісу у вілаєті Джендуба за декілька кілометрів від міста Аїн Драхам. Українська будівельна колонія у 1947 — 1951 роках. 
Населення села становить 811 чоловік.
Українську будівельну колонію засновано 1947 року з прибуттям туди понад 300 українців з Австрії й Німеччини. Українцями під керівництвом інженера В. Петрачека тут було збудовано селище й греблю. Після закінчення головних робіт члени колонії виїхали за океан протягом 1949 — 1951 років.
Протягом 1947-1948 рр. у селі проживала Марія Ганкевич (?- 3 квітня 1948) - мати розстріляного більшовиками під Крутами Миколи Ганкевича.